# Корстін Ілона Кальювна
Корстін Ілона Кальювна (30 травня 1980) — російська баскетболістка.
Бронзова призерка Олімпійських Ігор 2004, 2008 років, учасниця 2012 року.
Срібна призерка Чемпіонату світу 2002, 2006 років.
Чемпіонка Європи 2003, 2007, 2011 років, срібна призерка 2001, 2005, 2009 років.